# ربایش و قتل کنث بیگلی
کنث جان «کن» بیگلی (به انگلیسی: Kenneth John "Ken" Bigley) (زاده ۲۲ آوریل ۱۹۴۲–۷ اکتبر ۲۰۰۴) مهندس عمران اهل بریتانیا بود که در ۱۶ سپتامبر ۲۰۰۴ در بخش المنصور بغداد در عراق، به همراه همکارانش جک هنسلی (به انگلیسی: Jack Hensley) و یوگن آرمسترانگ (به انگلیسی: Eugene Armstrong) هر دو اهل ایالات متحده، ربوده شد. این سه نفر برای یک شرکت کویتی بر روی پروژه‌های بازسازی در عراق کار می‌کردند. وقتی که نگهبان عراقی خانه آن‌ها به آن‌ها گفت که به خاطر محافظت از کارگران بریتانیایی و آمریکایی مورد تهدید قرار گرفته‌است، آن‌ها متوجه شدند که خانه آن‌ها تحت نظر قرار دارد و در معرض خطر جدی قرار دارند. بیگلی و دو آمریکایی که بر این باور بودند ماندن و زندگی کردن در این خانه ارزشش را دارد، همگی سرانجام سربریده شدند. در ۱۸ سپتامبر، گروه افراطی توحید و جهاد که توسط ابومصعب الزرقاوی رهبری می‌شد، ویدئویی منتشر کرد که این سه مرد را در حال زانو زدن در جلوی پرچم توحید و جهاد نشان می‌داد. آدم‌رباها گفتند که در صورتی که درخواست آن‌ها مبنا بر آزاد کردن زنان زندانی عراقی توسط نیروهای ائتلافی اجابت نشود، ظرف مدت ۴۸ ساعت آن‌ها را خواهند کشت. وقتی که در ۲۰ سپتامبر این ضرب‌الاجل فرا رسید، آرمسترانگ کشته شد و ۲۴ ساعت بعد هم هنسلی کشته شد و دو هفته بعد هم نوبت بیگلی رسید، با وجود اینکه هیئت مسلمانان بریتانیا تلاش به مداخله در این جریان داشت و مداخله غیرمستقیمی هم از طرف دولت بریتانیا صورت گرفته بود. ویدئوهایی از این کشتارها در سایت‌ها و وبلاگ‌ها منتشر شده‌است.